# Sphecodes castaneae
Sphecodes castaneae är en biart som beskrevs av Mitchell 1960. Sphecodes castaneae ingår i släktet blodbin, och familjen vägbin. Inga underarter finns listade i Catalogue of Life.